# درجیک
درجیک (به ترکی استانبولی: Derecik) یک منطقهٔ مسکونی در ترکیه است که در استان حکاری واقع شده‌است. درجیک ۲۳٫۱۴۰ نفر جمعیت دارد.

## تاریخچه
این شهر در جریان درگیری های بین حزب کارگران کردستان(pkk) و ارتش ترکیه در اوايل دهه ۹۰ میلادی کاملا تخلیه و خالی از سکنه شد.

## جمعیت‌ شناسی
| Sal  | Gelhe  |
| ---- | ------ |
| 2018 | 22,953 |
| 2009 | 7.437  |
| 2007 | 8.661  |
| 2000 | 8.302  |
| 1990 | 2.012  |